# Вилли-ле-Фалез
Вилли́-ле-Фале́з (фр. Villy-lez-Falaise) — коммуна во Франции, находится в регионе Нижняя Нормандия. Департамент коммуны — Кальвадос. Входит в состав кантона Фалез-Юг. Округ коммуны — Кан.
Код INSEE коммуны — 14759.

## Население
Население коммуны на 2010 год составляло 256 человек.
| 1962 | 1968 | 1975 | 1982 | 1990 | 1999 | 2010 |
| ---- | ---- | ---- | ---- | ---- | ---- | ---- |
| 198  | 215  | 208  | 190  | 248  | 229  | 256  |

## Экономика
В 2010 году среди 162 человек трудоспособного возраста (15—64 лет) 124 были экономически активными, 38 — неактивными (показатель активности — 76,5 %, в 1999 году было 69,3 %). Из 124 активных жителей работали 119 человек (62 мужчины и 57 женщин), безработных было 5 (2 мужчин и 3 женщины). Среди 38 неактивных 17 человек были учениками или студентами, 15 — пенсионерами, 6 были неактивными по другим причинам.